# توماس دافرین پاتولو
توماس دافرین پاتولو (انگلیسی: Duff Pattullo; ۱۹ ژانویهٔ ۱۸۷۳ – ۳۰ مارس ۱۹۵۶) سیاستمدار، و روزنامه‌نگار اهل کانادا بود.